# Keene Curtis
Keene Holbrook Curtis (Salt Lake City, 15 febbraio 1923 – Bountiful, 13 ottobre 2002) è stato un attore e doppiatore statunitense.
In vent'anni di carriera recitò in numerosi musical e opere di prosa  teatrale a Broadway e in tournée, tra cui The Rothschilds (1976), per cui vinse il Tony Award al miglior attore non protagonista in un musical, The Baker's Wife con Patti LuPone (1976), Annie (1976-1977) e La Cage aux Folles (1983-1984).

## Filmografia parziale

### Cinema
- Macbeth, regia di Orson Welles (1948)
- Blade, il duro della Criminalpol (Blade), regia di Ernest Pintoff (1973)
- Il paradiso può attendere (Heaven Can Wait), regia di Warren Beatty e Buck Henry (1974)
- Cercasi papà (The Buddy System), regia di Glenn Jordan (1984)
- Sliver, regia di Phillip Noyce (1993)
- Genio per amore (I.Q.), regia di Fred Schepisi (1994)
- Madre Teresa (Mother Teresa: In the Name of God's Poor), regia di Kevin Connor (1997)
- Richie Rich e il desiderio di Natale (Richie Rich's Christmas Wish), regia di John Murlowski (1998)

### Televisione
- Il mago (The Magician) – serie TV, 12 episodi (1973-1974)
- M*A*S*H – serie TV, episodio 3x04 (1974)
- Ellery Queen – serie TV, episodio 1x11 (1975)
- I Jefferson (The Jeffersons) – serie TV, un episodio (1976)
- Lou Grant – serie TV, 3 episodi (1978-1981)
- La signora in giallo (Murder, She Wrote) – serie TV, episodio 9x11 (1993)
- Cin Cin (Cheers) – serie TV, 13 episodi (1990-1993)
- Star Trek: Voyager – serie TV, episodio 3x07 (1996)
- Jarod il camaleonte (The Pretender) – serie TV, 4 episodi (1998)

## Doppiatori italiani
Nelle versioni in italiano delle opere in cui ha recitato, Keene Curtis è stato doppiato da:
- Gianni Quillico in Ally McBeal

Da doppiatore, è stato sostituito da:
- Mario Bardella in I Puffi (Baldassarre)